# Orbea distincta
Orbea distincta là một loài thực vật có hoa trong họ La bố ma. Loài này được (E.A. Bruce) Bruyns mô tả khoa học đầu tiên năm 2000.